# Srbovo
Srbovo (kyrillisch: Србово) ist ein Ort in der Opština Negotin im Bezirk Bor in Serbien. Die Bevölkerung ist überwiegend serbisch.

## Geographie
Srbovo liegt auf einer Höhe von 48 Metern über dem Meeresspiegel im Donaubecken im Dreiländereck Serbien – Rumänien – Bulgarien. Die Region um Srbovo grenzt an die rumänische Region Oltenia. Von Negotin aus liegt die Kleingemeinde im Nordosten. Zur Donau sind es einige Kilometer in nördlicher und östlicher Richtung. Haupteinnahmequelle im Ort ist die Landwirtschaft.

## Geschichte
Srbovo existierte schon vor dem Einfall der Osmanen in Serbien unter dem Namen Podgorin. Nach der administrativen Aufteilung des eroberten Gebietes innerhalb des osmanischen Reiches wanderten Walachen in die Gegend ein und der Ort wurde fortan als Srbovlah bezeichnet. Anfang des 16. Jahrhunderts hatte Srbovlah 40 bis 50 Hauswirtschaften. 1899 setzte sich letztlich die Bezeichnung Srbovo durch. Die Kapelle (Hram Vaznesenja Gospodnjeg) in Srbovo wurde 1837 fertiggestellt und vom damaligen Eparchen Dositej Negotinski geweiht.

## Einwohner
Die Volkszählung 2002 ergab, dass 502 Menschen im Dorf leben. Davon waren:
|           | Anzahl | Prozent |
| Gesamt    | 502    | 100     |
| Serben    | 474    | 94,42   |
| Walachen  | 22     | 4,38    |
| Rumänen   | 3      | 0,59    |
| Unbekannt | 3      | 0,59    |

Weitere Volkszählungen:
- 1948: 951
- 1953: 972
- 1961: 999
- 1971: 1.030
- 1981: 1.053
- 1991: 951